# Prix Versailles 2018
A Prix Versailles 4. rendezvénye tizenkét világi díjazottat jutalmazott meg 70 kontinentális díjazott közül négy kategóriában: üzletek, plázák, hotelek, éttermek.

## Naptár
A kontinentális díjakat három kontinentális ünnepségen jelentették be.
2018. április 14-én Santiago Chilében (Castillo Hidalgo) tartották meg az ünnepséget Közép-és Dél Amerika, Karib-tenger és Észak-Amerika régiókért.
2018. április 20-án tartották Pekingben (Miyun kerület) az ünnepséget Közép- és Északkelet-Ázsia, Délkelet-Ázsia és Óceánia régiókért.
2018. április 26-án tartottak Algírban (Centre international de conférences) ünnepséget Afrika és Nyugat-Ázsia és Európa régiókért.
Ezután a világdíjakat adták át világünnepség keretében, az UNESCO-ban 2018. május 15-én.

## A zsűri
| Név                               | Állás                                         | Nemzetiség       |
| --------------------------------- | --------------------------------------------- | ---------------- |
| Manuelle Gautrand                 | Építész                                       | Franciaország    |
| Guo Pei                           | Divattervező                                  | Kína             |
| Ma Yansong                        | Építész                                       | Kína             |
| François de Mazières (zsűrielnök) | Versailles polgármestere                      | Franciaország    |
| Guy Savoy                         | Séf                                           | Franciaország    |
| Thomas Vonier                     | Építészek Nemzetközi Szövetségének elnöke     | Egyesült Államok |
| Vang Su                           | Építész                                       | Kína             |
| Minja Yang                        | Világörökségi Központ volt igazgatóhelyettese | Japán            |

## Díjazottak

### Világdíjazottak
Üzletek
| Díj vagy minősítés | Megvalósítás                   | Helység   | Ország | Építész vagy tervező        | Ország |
| ------------------ | ------------------------------ | --------- | ------ | --------------------------- | ------ |
| Prix Versailles    | Apple Orchard Road             | Szingapúr | SGP    | Foster + Partners           | GBR    |
| Belső Minősítés    | Dolce Gabbana's Venice Palazzo | Velence   | ITA    | Carbondale                  | FRA    |
| Külső Minősítés    | Porcelanosa Chile              | Santiago  | CHL    | Gonzalo Mardones Arquitecto | CHL    |

Plázák
| Díj vagy minősítés | Megvalósítás          | Helység     | Ország | Építész vagy tervező               | Ország |
| ------------------ | --------------------- | ----------- | ------ | ---------------------------------- | ------ |
| Prix Versailles    | Westquay South        | Southampton | GBR    | acme                               | GBR    |
| Belső Minősítés    | Lane 189              | Sanghaj     | CHN    | UNStudio                           | NLD    |
| Külső Minősítés    | McArthurGlen Provence | Miramas     | FRA    | Marseille Architecture Partenaires | FRA    |

Hotelek
| Díj vagy minősítés | Megvalósítás          | Helység                | Ország | Építész vagy tervező           | Ország |
| ------------------ | --------------------- | ---------------------- | ------ | ------------------------------ | ------ |
| Prix Versailles    | Amanyangyun           | Sanghaj                | CHN    | Kerry Hill Architects          | SGP    |
| Belső Minősítés    | Bisate Lodge          | Volcanoes Nemzeti Park | RWA    | Plewman Architects / Artichoke | ZAF    |
| Külső Minősítés    | Six Senses Zil Pasyon | Félicité               | SYC    | Studio RHE                     | GBR    |

Éttermek
| Díj vagy minősítés | Megvalósítás            | Helység    | Ország | Építész vagy tervező                 | Ország |
| ------------------ | ----------------------- | ---------- | ------ | ------------------------------------ | ------ |
| Prix Versailles    | Ixi'im                  | Chocholá   | MEX    | Central de Proyectos / Paulina Morán | MEX    |
| Belső Minősítés    | Nobu Downtown           | New York   | USA    | Rockwell Group                       | USA    |
| Külső Minősítés    | Wild Coast Tented Lodge | Palatupana | LKA    | Nomadic Resorts                      | MUS    |

### Kontinentális díjazottak

#### Afrika és Nyugat-Ázsia
Üzletek
| Díj vagy minősítés | Megvalósítás                     | Helység | Ország | Építész vagy tervező   | Ország |
| ------------------ | -------------------------------- | ------- | ------ | ---------------------- | ------ |
| Prix Versailles    | Rayzan House of Culture Shop     | Teherán | IRN    | Sarvestan Architecture | IRN    |
| Belső Minősítés    | Exclusive Books Ballito Junction | Ballito | ZAF    | Dakota Design          | ZAF    |
| Külső Minősítés    | Apple Dubai Mall                 | Dubaj   | ARE    | Foster + Partners      | GBR    |

Plázák
| Díj vagy minősítés | Megvalósítás    | Helység | Ország | Építész vagy tervező             | Ország |
| ------------------ | --------------- | ------- | ------ | -------------------------------- | ------ |
| Prix Versailles    | Mall of Egypt   | Kairó   | EGY    | Tarek Beshir Architects          | EGY    |
| Belső Minősítés    | Two Rivers Mall | Nairobi | KEN    | Boogertman + Partners            | ZAF    |
| Külső Minősítés    | Bamland         | Teherán | IRN    | Contextlogic Architecture Studio | IRN    |

Hotelek
| Díj vagy minősítés | Megvalósítás             | Helység                | Ország | Építész vagy tervező           | Ország |
| ------------------ | ------------------------ | ---------------------- | ------ | ------------------------------ | ------ |
| Prix Versailles    | The Bvlgari Resort Dubai | Dubaj                  | ARE    | Antonio Citterio Patricia Viel | ITA    |
| Belső Minősítés    | Bisate Lodge             | Volcanoes Nemzeti Park | RWA    | Plewman Architects / Artichoke | ZAF    |
| Külső Minősítés    | Six Senses Zil Pasyon    | Félicité               | SYC    | Studio RHE                     | GBR    |

Éttermek
| Díj vagy minősítés | Megvalósítás        | Helység  | Ország | Építész vagy tervező | Ország |
| ------------------ | ------------------- | -------- | ------ | -------------------- | ------ |
| Prix Versailles    | The Silo Hotel      | Fokváros | ZAF    |                      |        |
| Belső Minősítés    | Masti               | Dubaj    | ARE    | Studio Lotus         | IND    |
| Külső Minősítés    | Concrete Restaurant | Lavasan  | IRN    | Boozghan Studio      | IRN    |

#### Közép-és Dél Amerika, Karib-tenger
Üzletek
| Díj vagy minősítés | Megvalósítás                    | Helység   | Ország | Építész vagy tervező           | Ország |
| ------------------ | ------------------------------- | --------- | ------ | ------------------------------ | ------ |
| Prix Versailles    | Japan House                     | São Paulo | BRA    | Kengo Kuma & Associates / FGMF | JPN    |
| Belső Minősítés    | Louis Vuitton rövid életű butik | Recife    | BRA    |                                |        |
| Külső Minősítés    | Porcelanosa Chile               | Santiago  | CHL    | Gonzalo Mardones Arquitecto    | CHL    |

Plázák
| Díj vagy minősítés | Megvalósítás          | Helység   | Ország | Építész vagy tervező | Ország |
| ------------------ | --------------------- | --------- | ------ | -------------------- | ------ |
| Prix Versailles    | Jardim Pamplona       | São Paulo | BRA    | L35 Arquitectos      | ESP    |
| Belső Minősítés    | nem kapott elismerést |           |        |                      |        |
| Külső Minősítés    | nem kapott elismerést |           |        |                      |        |

Hotelek
| Díj vagy minősítés | Megvalósítás       | Helység | Ország | Építész vagy tervező | Ország |
| ------------------ | ------------------ | ------- | ------ | -------------------- | ------ |
| Prix Versailles    | Gran Hotel Manzana | Havanna | CUB    |                      |        |
| Belső Minősítés    | Casa Republica     | Lima    | PER    | Gianfranco Loli      | PER    |
| Külső Minősítés    | Tierra Chiloé      | Chiloé  | CHL    | Mobil Arquitectos    | CHL    |

Éttermek
| Díj vagy minősítés | Megvalósítás      | Helység        | Ország | Építész vagy tervező    | Ország |
| ------------------ | ----------------- | -------------- | ------ | ----------------------- | ------ |
| Prix Versailles    | Ateliê Wäls       | Belo Horizonte | BRA    | Gustavo Penna Arquiteto | BRA    |
| Belső Minősítés    | Standard 69       | Córdoba        | ARG    | CAPÓ estudio            | ARG    |
| Külső Minősítés    | Norton Restaurant | Brazíliaváros  | BRA    | Bloco Arquitetos        | BRA    |

#### Észak-Amerika
Üzletek
| Díj vagy minősítés | Megvalósítás                 | Helység     | Ország | Építész vagy tervező | Ország |
| ------------------ | ---------------------------- | ----------- | ------ | -------------------- | ------ |
| Prix Versailles    | Van Cleef & Arpels           | Miami       | USA    | Jouin Manku          | FRA    |
| Belső Minősítés    | Louis Vuitton Mexico Masaryk | Mexikóváros | MEX    | Materia              | MEX    |
| Külső Minősítés    | Apple Michigan Avenue        | Chicago     | USA    | Foster + Partners    | GBR    |

Plázák
| Díj vagy minősítés | Megvalósítás  | Helység     | Ország | Építész vagy tervező         | Ország |
| ------------------ | ------------- | ----------- | ------ | ---------------------------- | ------ |
| Prix Versailles    | Il Mercato    | Saltillo    | MEX    | Landa + Martínez Arquitectos | MEX    |
| Belső Minősítés    | Aventura Mall | Miami       | USA    | Carlos Zapata Studio         | USA    |
| Külső Minősítés    | Via Vallejo   | Mexikóváros | MEX    | Grow Arquitectos             | MEX    |

Hotelek
| Díj vagy minősítés | Megvalósítás                    | Helység            | Ország | Építész vagy tervező | Ország |
| ------------------ | ------------------------------- | ------------------ | ------ | -------------------- | ------ |
| Prix Versailles    | 1 Hotel Brooklyn Bridge         | New York           | USA    | Marvel Architects    | USA    |
| Belső Minősítés    | 'Alohilani Resort Waikiki Beach | Honolulu           | USA    | Rockwell Group       | USA    |
| Külső Minősítés    | Rosewood Puebla                 | Puebla de Zaragoza | MEX    | Eric Meza Leines     | MEX    |

Éttermek
| Díj vagy minősítés | Megvalósítás  | Helység     | Ország | Építész vagy tervező                 | Ország |
| ------------------ | ------------- | ----------- | ------ | ------------------------------------ | ------ |
| Prix Versailles    | Ixi'im        | Chocholá    | MEX    | Central de Proyectos / Paulina Morán | MEX    |
| Belső Minősítés    | Nobu Downtown | New York    | USA    | Rockwell Group                       | USA    |
| Külső Minősítés    | Piedra Sal    | Mexikóváros | MEX    | VGZ Arquitectura                     | MEX    |

#### Közép- és Északkelet-Ázsia
Üzletek
| Díj vagy minősítés | Megvalósítás        | Helység  | Ország | Építész vagy tervező   | Ország |
| ------------------ | ------------------- | -------- | ------ | ---------------------- | ------ |
| Prix Versailles    | Fendi Ginza         | Tokió    | JPN    | Curiosity              | JPN    |
| Belső Minősítés    | House of Dior Ginza | Tokió    | JPN    | Peter Marino Architect | USA    |
| Külső Minősítés    | Hermès              | Hongkong | CHN    | RDAI                   | FRA    |

Plázák
| Díj vagy minősítés | Megvalósítás                                 | Helység | Ország | Építész vagy tervező                   | Ország |
| ------------------ | -------------------------------------------- | ------- | ------ | -------------------------------------- | ------ |
| Prix Versailles    | Ginza Six                                    | Tokió   | JPN    | Taniguchi & Associates / Kajima Design | JPN    |
| Belső Minősítés    | Lane 189                                     | Sanghaj | CHN    | UNStudio                               | NLD    |
| Külső Minősítés    | Incshoni nemzetközi repülőtér, 2-es terminál | Incshon | KOR    | Gensler / Heerim / Mooyoung            | USA    |

Hotelek
| Díj vagy minősítés | Megvalósítás                          | Helység  | Ország | Építész vagy tervező  | Ország |
| ------------------ | ------------------------------------- | -------- | ------ | --------------------- | ------ |
| Prix Versailles    | Amanyangyun                           | Sanghaj  | CHN    | Kerry Hill Architects | SGP    |
| Belső Minősítés    | W Suzhou                              | Szucsou  | CHN    | Rockwell Group        | USA    |
| Külső Minősítés    | The Walled - Tsingpu Yangzhou Retreat | Yangzhou | CHN    | Neri&Hu               | CHN    |

Éttermek
| Díj vagy minősítés | Megvalósítás                        | Helység | Ország | Építész vagy tervező            | Ország |
| ------------------ | ----------------------------------- | ------- | ------ | ------------------------------- | ------ |
| Prix Versailles    | Four Seasons - Brasserie Restaurant | Kiotó   | JPN    | Kokaistudios                    | CHN    |
| Belső Minősítés    | Neobio Kids                         | Sanghaj | CHN    | X+Living                        | CHN    |
| Külső Minősítés    | New Shandao                         | Fucsou  | CHN    | Yiduan Shanghai Interior Design | CHN    |

#### Dél-Ázsia és Óceánia
Üzletek
| Díj vagy minősítés | Megvalósítás               | Helység   | Ország | Építész vagy tervező                | Ország |
| ------------------ | -------------------------- | --------- | ------ | ----------------------------------- | ------ |
| Prix Versailles    | Apple Orchard Road         | Szingapúr | SGP    | Foster + Partners                   | GBR    |
| Belső Minősítés    | Herman Miller Pavilion v.2 | Szingapúr | SGP    | Produce                             | SGP    |
| Külső Minősítés    | Warda                      | Pesavar   | PAK    | Metropolitan Studio of Architecture | PAK    |

Plázák
| Díj vagy minősítés | Megvalósítás                              | Helység   | Ország | Építész vagy tervező   | Ország |
| ------------------ | ----------------------------------------- | --------- | ------ | ---------------------- | ------ |
| Prix Versailles    | EmQuartier                                | Bangkok   | THA    | Boiffils Architecture  | FRA    |
| Belső Minősítés    | Szingapúr-Changi repülőtér, 4-es terminál | Szingapúr | SGP    | SAA Architects / Benoy | GBR    |
| Külső Minősítés    | King Power Complex                        | Bangkok   | THA    | Architects 49          | THA    |

Hotelek
| Díj vagy minősítés | Megvalósítás               | Helység  | Ország | Építész vagy tervező               | Ország |
| ------------------ | -------------------------- | -------- | ------ | ---------------------------------- | ------ |
| Prix Versailles    | Park Hyatt Bangkok         | Bangkok  | THA    | AL_A / Pi Design / Yabu Pushelberg | USA    |
| Belső Minősítés    | Pullman Bangkok King Power | Bangkok  | THA    | Interior Architect 49              | THA    |
| Külső Minősítés    | The Ritz-Carlton Langkawi  | Langkawi | MYS    | TropicalArea                       | MYS    |

Éttermek
| Díj vagy minősítés | Megvalósítás                   | Helység        | Ország | Építész vagy tervező   | Ország |
| ------------------ | ------------------------------ | -------------- | ------ | ---------------------- | ------ |
| Prix Versailles    | Jackalope Mornington Peninsula | Merricks North | AUS    | Carr / Studio Ongarato | AUS    |
| Belső Minősítés    | ATLAS                          | Szingapúr      | SGP    | Hassel                 | AUS    |
| Külső Minősítés    | Wild Coast Tented Lodge        | Palatupana     | LKA    | Nomadic Resorts        | MUS    |

#### Európa
Üzletek
| Díj vagy minősítés | Megvalósítás                   | Helység | Ország | Építész vagy tervező   | Ország |
| ------------------ | ------------------------------ | ------- | ------ | ---------------------- | ------ |
| Prix Versailles    | Maison Louis Vuitton Vendôme   | Párizs  | FRA    | Peter Marino Architect | USA    |
| Belső Minősítés    | Dolce Gabbana's Venice Palazzo | Velence | ITA    | Carbondale             | FRA    |
| Külső Minősítés    | Nike Flagship store            | Moszkva | RUS    |                        |        |

Plázák
| Díj vagy minősítés | Megvalósítás          | Helység     | Ország | Építész vagy tervező               | Ország |
| ------------------ | --------------------- | ----------- | ------ | ---------------------------------- | ------ |
| Prix Versailles    | Westquay South        | Southampton | GBR    | acme                               | GBR    |
| Belső Minősítés    | Adigeo                | Verona      | ITA    | L35 Arquitectos                    | ESP    |
| Külső Minősítés    | McArthurGlen Provence | Miramas     | FRA    | Marseille Architecture Partenaires | FRA    |

Hotelek
| Díj vagy minősítés | Megvalósítás      | Helység   | Ország | Építész vagy tervező     | Ország |
| ------------------ | ----------------- | --------- | ------ | ------------------------ | ------ |
| Prix Versailles    | Hôtel de Crillon  | Párizs    | FRA    |                          |        |
| Belső Minősítés    | Almanac Barcelona | Barcelona | ESP    | Jaime Beriestain         | ESP    |
| Külső Minősítés    | Casa Cook Kos     | Marmari   | GRC    | Mastrominas ARChitecture | GRC    |

Éttermek
| Díj vagy minősítés | Megvalósítás                             | Helység     | Ország | Építész vagy tervező          | Ország |
| ------------------ | ---------------------------------------- | ----------- | ------ | ----------------------------- | ------ |
| Prix Versailles    | La Dame de Pic London                    | London      | GBR    | 4BI & Associés                | FRA    |
| Belső Minősítés    | Enigma                                   | Barcelona   | ESP    | RCR Arquitectes / Pau Llimona | ESP    |
| Külső Minősítés    | Visitors Pavilion - Kasteel Duivenvoorde | Voorschoten | NLD    | 70F architecture              | NLD    |

## Fordítás
Ez a szócikk részben vagy egészben  a   Prix Versailles 2018 című olasz Wikipédia-szócikk ezen változatának fordításán alapul.  Az eredeti cikk szerkesztőit annak laptörténete sorolja fel. Ez a jelzés csupán a megfogalmazás eredetét és a szerzői jogokat jelzi, nem szolgál a cikkben szereplő információk forrásmegjelöléseként.